# Nipoã
Nipoã est une municipalité brésilienne de l'État de São Paulo et la Microrégion de Nhandeara.